# Медведко-богатырь
Медведко-богатырь (также Иван Медведко, Медведко-Ивашка, Иван Медвежье ушко; бел. Івашка Мядзведжае вушка, Іван Мядзведжы сын, Медзвядзюк) — персонаж восточнославянской мифологии и народных волшебных сказок. Богатырь, обладающий невероятной силой, рождённый от союза медведя или медведицы с человеком.
Известно шесть вариантов сюжета, где Медведко-богатырь выступает главным героем. По системе классификации Аарне-Томпсона сказочный сюжет имеет индекс 650А «Иван медвежье ушко»: юноша (нередко сын медведя) проявляет необычайную силу (в кузнице, в лесу), иногда вредит своему хозяину, навлекает на себя жалобы; его изгоняют, он совершает подвиги. Русских вариантов сказки — 42, украинских — 22, белорусских — 13. Сюжет общеевропейский, только в Западной Европе насчитывается 130 вариантов этого сюжета. Согласно фольклорным представлениям, медведь часто не считался обычным животным: внутри него находится человек, либо приравнивали медведя к лешему — наиболее близкому человеку мифологическому существу. Сказочный сюжет зафиксировал крайне архаичные мифологические представления фрагментов тотемистических мифов и мифов о потустороннем мире.

## Образ
Медведко — сын девушки Репки и медведя — лесного царя: «до пояса человек, а от пояса медведь», «кожа медвежья, лицо человечье», человек — только уши, или одно ухо медвежье.
Выступает вместе с богатырями Горыней, Дубыней и Усыней (в другом варианте — Вернигорой, Вернидубом и Крутоусом, в белорусской сказке — Дуб-Дубовик и Гора-Горовик). Сражается с Бабой-Ягой в избушке на курьих ножках и побеждает её. После чего спускается в Подземное царство, куда бежала Баба-Яга и добывает трёх царевен — дочерей Бабы-Яги. Считалось, что если герой добровольно спускался в Подземелье или нырял в море, в кипяток, в молоко, то у него была надежда на возрождение после смерти, на воскрешение — даже в лучшем облике. Из Подземного царства он должен был выбраться по верёвке, которую держат товарищи, но внезапно Дубыня рвёт верёвку из-за опасений, что ему невеста не достанется. Медведко спасает Нагай-птица. Богатыри-великаны разбегаются, а Медведко женится.